# Angoseseli mossamedensis
Angoseseli mossamedensis là một loài thực vật có hoa trong họ Hoa tán. Loài này được (Welw. ex Hiern) C.Norman mô tả khoa học đầu tiên năm 1934.